# Toxicocalamus loriae
Toxicocalamus loriae — вид отруйних змій родини аспідових (Elapidae). Ендемік Папуа Нової Гвінеї. Вид названий на честь італійського етнографа Ламберто Лорії.

## Поширення й екологія
Toxicocalamus loriae мешкають на південних схилах гір Оуен-Стенлі на півострові Папуа. Вони живуть в тропічних лісах, на висоті від 620 до 1530 м над рівнем моря. Ведуть денний, напівриючий спосіб життя. Живляться черв'яками. Відкладають яйця.